# Бэндзайтэн
Бэндзайтэн (яп. 弁才天, 弁財天) — в синтоизме богиня и один из семи богов счастья. Часто имя Бэндзайтэн сокращается до Бэнтэн. Изначально Бэнтэн была индийской богиней Сарасвати, почитаемой в Ведах как богиня рек и супруга верховного бога Брахмы. Как и другие индийские божества, попала в Японию вместе с буддизмом. Вскоре после этого Бэндзайтэн стала всенародной любимицей. В первую очередь Бэндзайтэн почитается как божество воды. Главное святилище богини расположено около города Камакура, на острове Эносима. Святилища, расположенные на небольших островках внутри водоёмов, также в подавляющем числе случаев посвящены Бэнтэн. Также Бэнтэн часто чтут как распределяющую воду ками на вершинах гор, у истоков горных потоков.

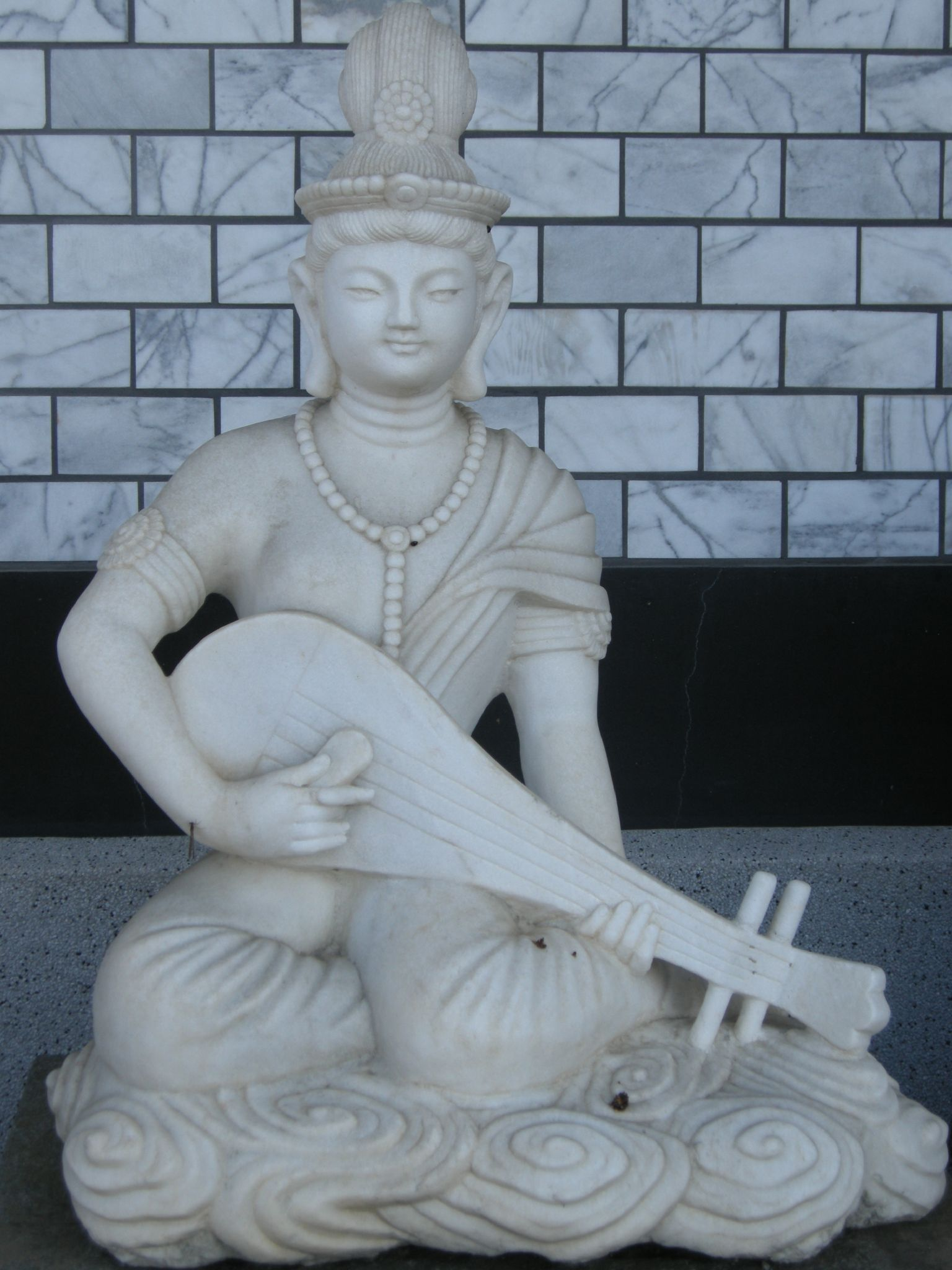
Статуя Бэндзайтэн

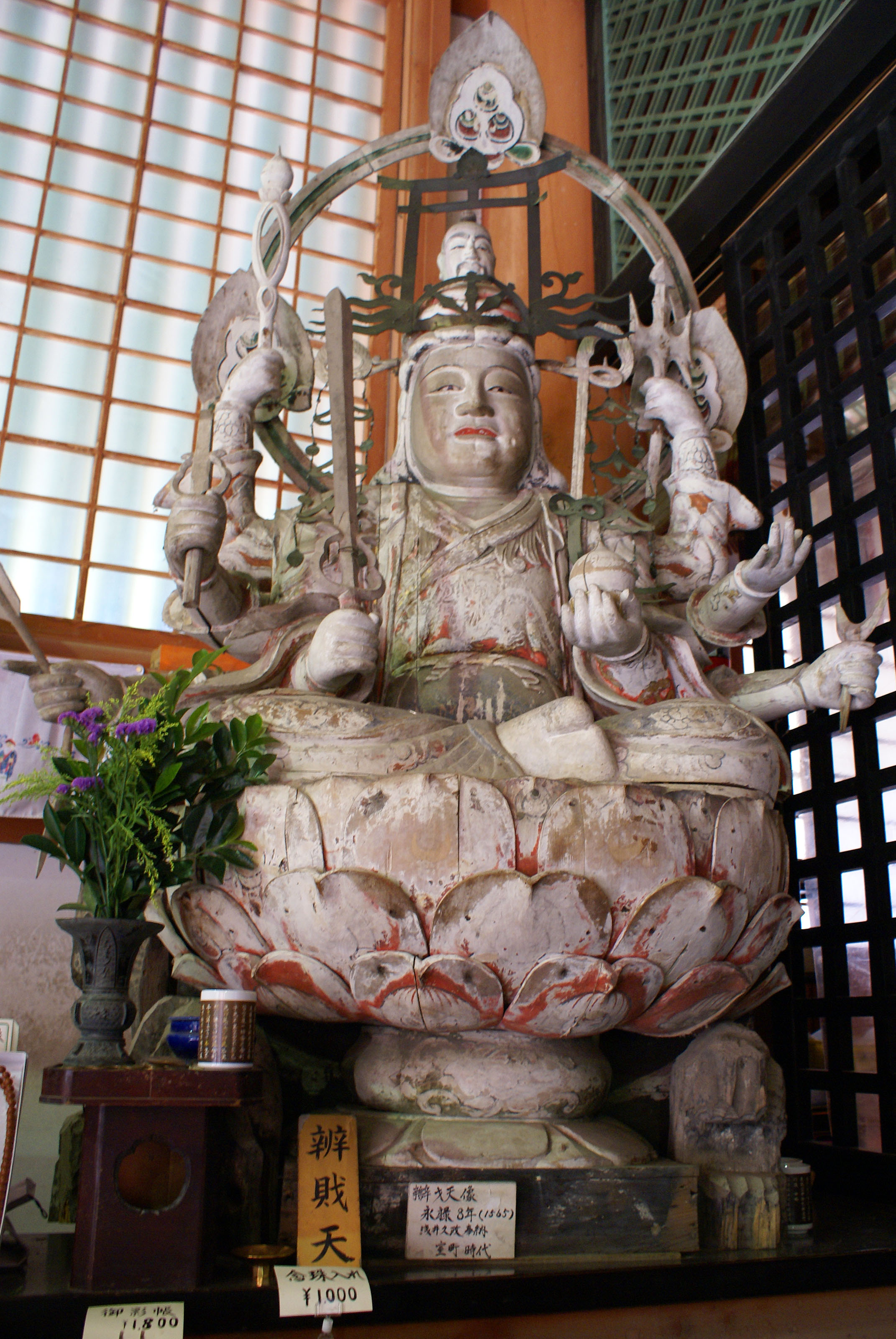

Иногда Бэнтэн изображается в виде обнажённой пышнотелой красавицы с лютней в руках. Тот же образ используется как видимое воплощение богини Идзанами в святилище Огата. Лютня в руках богини символизирует её покровительство музыке и изящным искусствам как таковым. По сей день широко известно расположенное в горах Кумано посвящённое Бэнтэн святилище Тэнкава. Его посещают даже самые известные звезды японской эстрады. Однако Бэнтэн может быть настроена и гораздо более враждебно. В этом случае её изображают восьмирукой. Каждая рука воинственной Бэнтэн держит различное оружие, такое как мечи и луки. Её голову обвивает белая змея, считающаяся зверем-посланником богини. Однако, с XIV века каноничным изображением Бэнтэн стал образ соблазнительной красавицы.